# 13044 Wannes
13044 Wannes este un asteroid din centura principală de asteroizi.

## Descriere
13044 Wannes este un asteroid din centura principală de asteroizi. A fost descoperit pe 16 august 1990 la Observatorul La Silla de Eric Walter Elst. Asteroidul prezintă o orbită caracterizată de o semiaxă mare de 2,54 ua, o excentricitate de 0,14 și o înclinație de 12,2° în raport cu ecliptica.